# Woudreservaat Sinharaja
Het woudreservaat Sinharaja is een nationaal park in Sri Lanka. Het park werd opgericht in 1978 en in 1988 werd het vanwege zijn grote biodiversiteit toegevoegd aan de werelderfgoedlijst. Het park beslaat 88.64 km².
Heilige stad Anuradhapura · Oude stad Galle en vestingwerken · Gouden tempel van Dambulla · Heilige stad Kandy · Oude stad Polonnaruwa · Oude stad Sigiriya · Woudreservaat Sinharaja
- Bibliothèque nationale de France: cb16517535s (data)
- Virtual International Authority File: 171730661